# Valea Mălăiești

Munţii Bucegi în proiecţie 3D

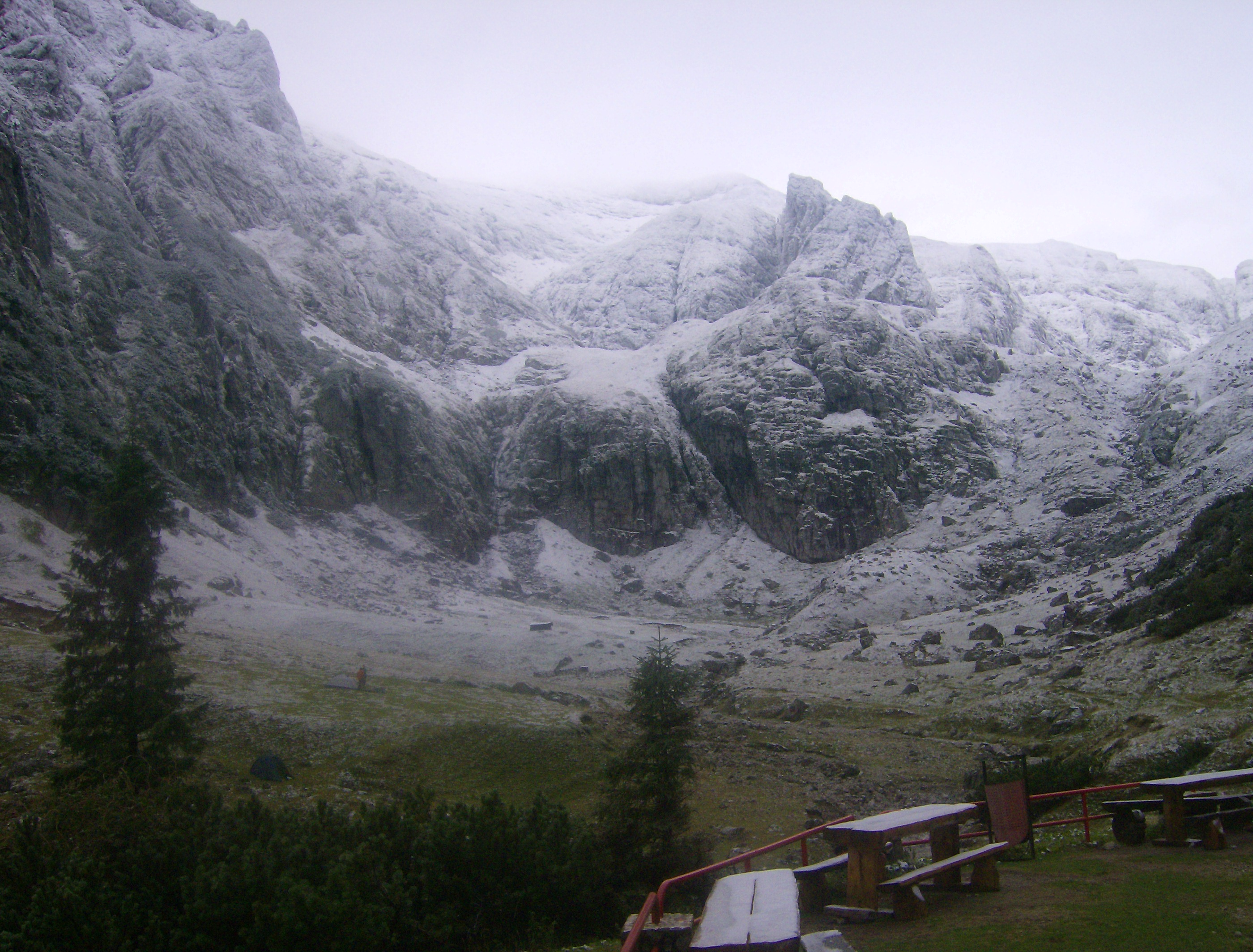
Valea Mălăieşti în amonte de cabană

Valea Mălăiești este o vale de origine glaciară situată pe versantul nordic al Munților Bucegi.

## Repere geografice, geologice și geomorfologice
Valea – formată în urma alunecării unui ghețar, coboara în 4 trepte principale , despărțite între ele prin praguri (rupturi de pantă). Prin fundul văii curge pârâul Mălăiești. La dreapta apei se află culmea Bucșoiu Mare, la stânga creasta Padinei Crucii care reprezintă delimitarea de valea Țigănești, iar la sud în amonte, Platoul Bucegilor.

## Facilități turistice
Există la altitudinea de 1720 m la limita superioară a pădurii – pe unul dintre praguri, o cabană cu aceleași nume, construită pentru a înlesni accesul direct în Bucegi din Țara Bârsei, prin Râșnov. Alte structuri antropice existente în zonă sunt Refugiul Salvamont Mălăiești și o stână.
De la cabană traseele – în amonte, se îndreaptă:
- spre vârfurile Omu și Scara, străbătând căldările glaciare ale văii spre Hornul Mare până la Șaua Hornurilor
- spre Padina Crucii, pentru a ajunge în căldarea superioară a văii Țigănești
- spre creasta muntelui Bucșoiu prin Brâna Caprelor

Traseele turistice care includ porțiuni din valea Mălăești – în amonte de cabană, sunt interzise iarna.

## Literatură suplimentară
- Munții Bucegi, Valeria Velcea, Nr. 2 – colecția Munții Noștri, Ed. Sport Turism, București, 1974